# Namibia Post
Namibia Post, couramment connu sous le nom de Nampost, est une société d'état namibienne qui assure les services postaux en Namibie.

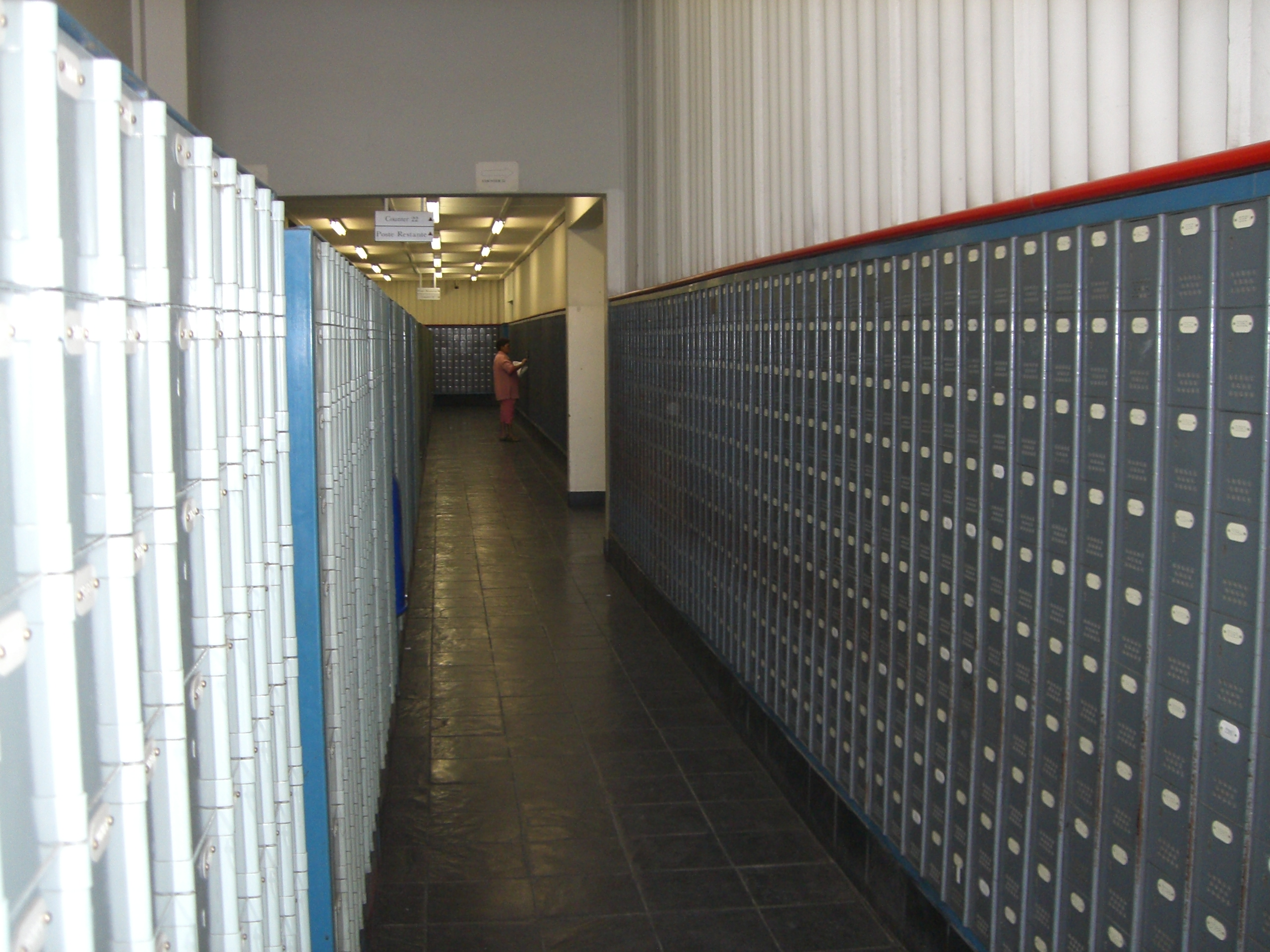
Boîtes postales dans le bâtiment principal de Nampost à Windhoek

## Présentation générale
Créée après l'indépendance en 1990, Nampost assure le service postal au niveau national.
La société est détenue à 100 % par Namibia Post and Telecom Holdings Limited (NPTH), elle-même détenue à 100 % par le gouvernement namibien.
La société est dirigée par un conseil d'administration de cinq personnes et un comité de direction de onze personnes.
NamPost est membre de l'Union postale universelle (UPU) et de Southern Africa Postal Operators Association (SAPOA).

## Activité
La société est organisée autour de plusieurs divisions:
1. Services postaux : cette division est la plus importante de Nampost et comprend :
  1. Les bureaux de poste et agences postales : à travers un réseau de 101 bureaux de poste et 29 agences postales, la société propose à la location des boîtes postales ou des sacs postaux privés (pour les entités recevant de plus grandes quantités de courrier).
  2. Courrier : gestion des lettres et colis envoyés à travers le pays, au niveau national et international.
  3. Philatélie : cette activité occupe une position importante au sein de NamPost. Les timbres namibiens ont remporté de nombreux prix.
  4. Services d'agence : concerne la délivrance de tous les services de Nampost (location de boîtes postales, services bancaires, vente de timbres, etc.)
2. Courrier domestique : service de distribution rapide de courrier et colis au niveau national.
3. Trésorerie : gestion de l'épargne déposée dans la banque postale.
4. Banque d'épargne (NamPost Savings Bank) : service de banque postale.

Ancien logo de Nampost jusqu'en 2012